# Exorista sessitans
Exorista sessitans är en tvåvingeart som först beskrevs av Charles Howard Curran 1927.  Exorista sessitans ingår i släktet Exorista och familjen parasitflugor. Inga underarter finns listade i Catalogue of Life.